# Dödtjärnen (Offerdals socken, Jämtland)
Dödtjärnen är en sjö i Krokoms kommun i Jämtland och ingår i Indalsälvens huvudavrinningsområde.